# 聖克魯斯管鼻果蝠
聖克魯斯管鼻果蝠（Nyctimene sanctacrucis），又稱聖島管鼻果蝠，是所羅門群島一種已滅絕的狐蝠科。牠們有管狀的鼻孔及，翼展約長40厘米。
最後見到聖克魯斯管鼻果蝠是於1907年。唯一的標本是一隻雌蝠，於1892年捐贈予悉尼的澳洲博物館。牠們可能因失去棲息地而消失。但現時，国际自然保护联盟對該物種的分類存疑將其列爲數據缺乏。